# Marmură galbenă antică

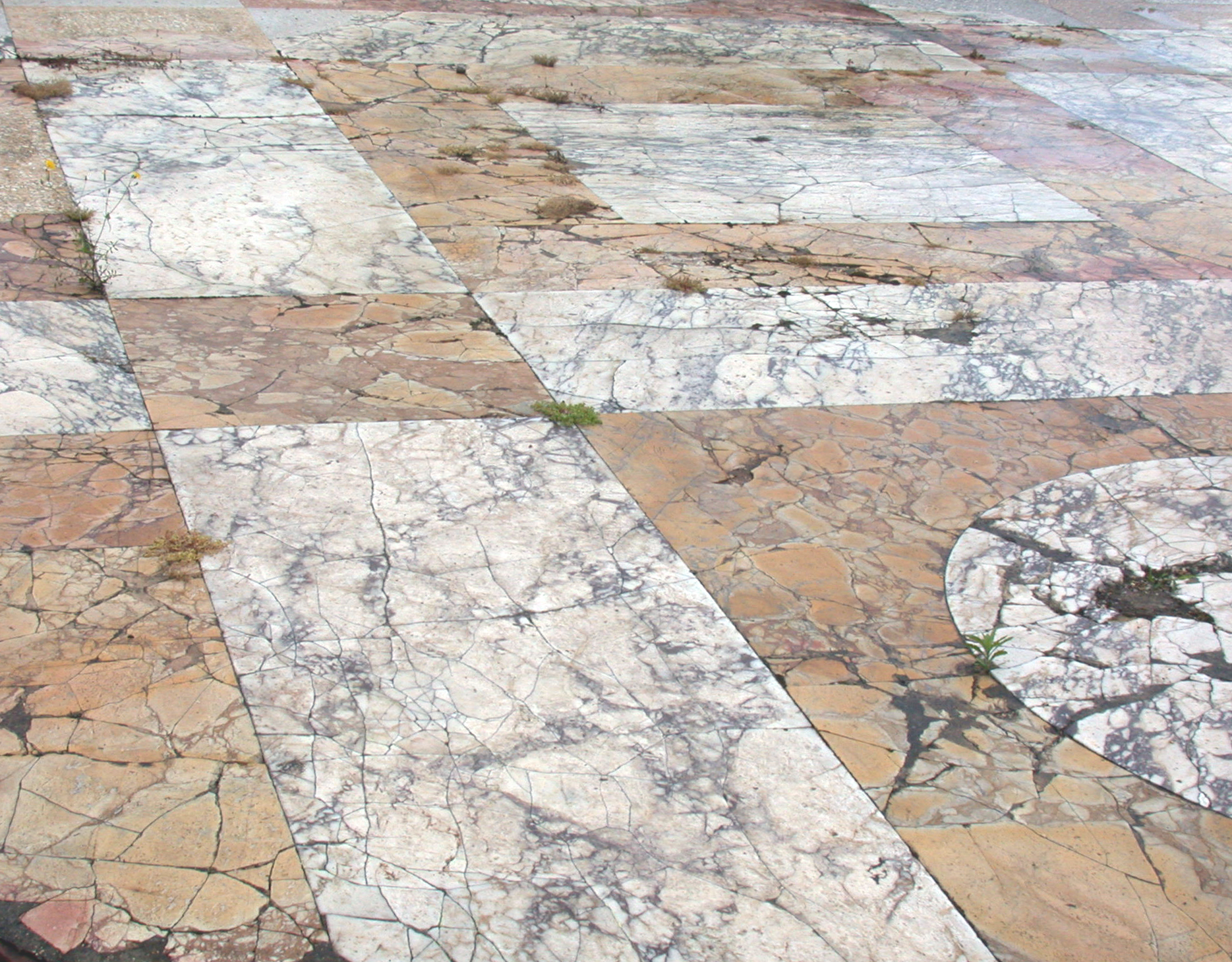
Paviment din marmură galbenă antică și marmură „pavonazzetto” (albă) din Forul lui Traian la Roma

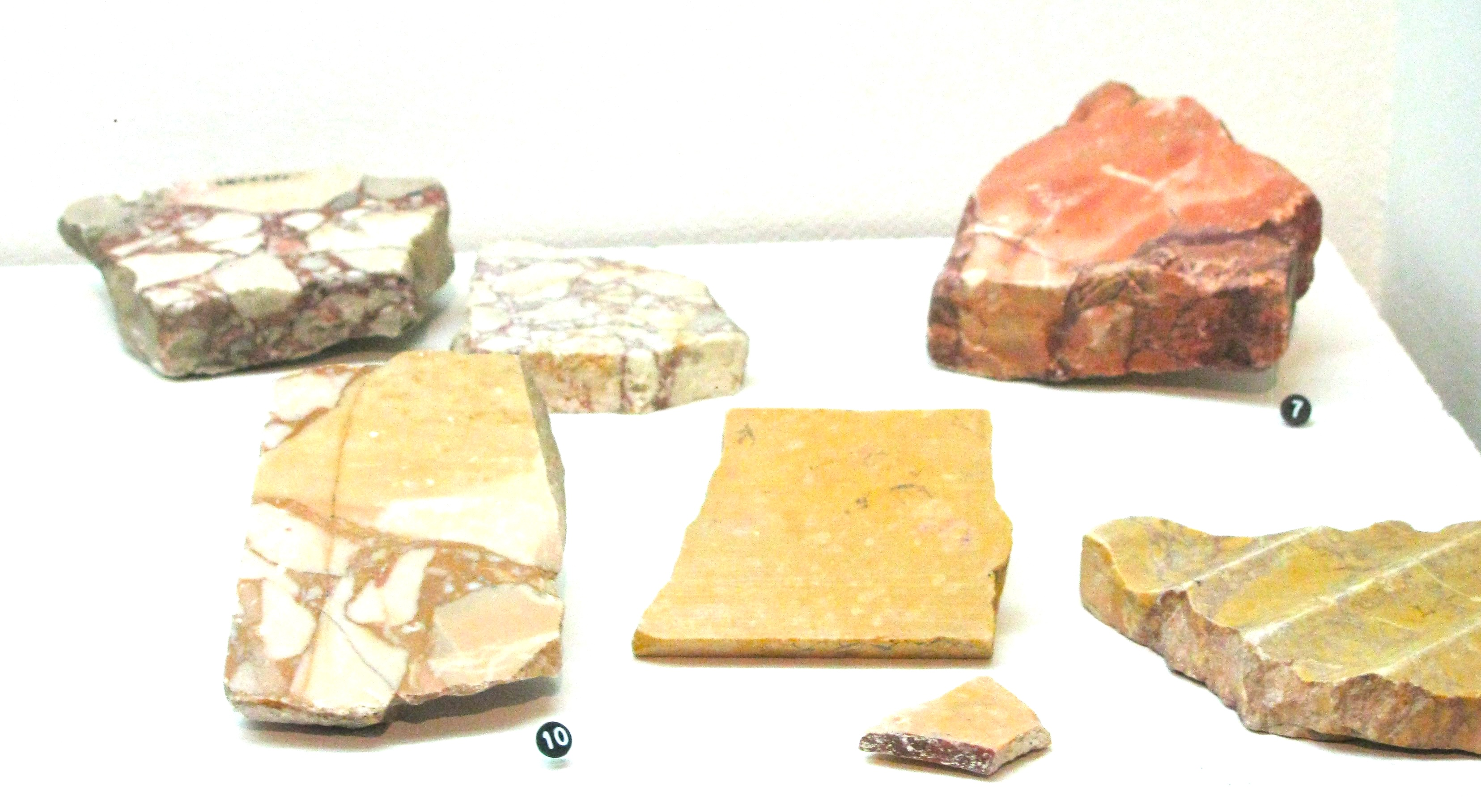
(10) = Eșantioane de marmură galbenă antică importate la Lugdunum - Muzeul gallo-roman din Fourvière

Marmura galbenă antică (în italiană giallo antico) este o varietate de marmură folosită de romani. Denumirea modernă corespunde cu denumirea din latină marmor numidicum (în română marmură numidiană).

## Origine
A fost extrasă din carierele din apropierea orașului antic Simitthus, în prezent satul Chemtou, în Tunisia.
Este o marmură de culoare galbenă uniformă, variind de la galben intens la tonuri mai deschise, aproape albe, cu nervuri galben închis, roșiatice sau maro și cioburi unghiulare de dimensiuni și culori diferite (nuanțe de galben, roșu și maro).
Din punct de vedere petrografic, este un calcar cristalin (sparit), compactat prin diageneză pronunțată.

## Utilizare
Începând din a doua jumătate a secolului al II-lea î.Hr., a fost utilizată de regii Numidiei. Plinius cel Bătrân atribuie introducerea ei în Roma lui Marcus Æmilius Lepidus, care a utilizat blocuri din această marmură pentru pragul casei sale. Suetoniu raportează faptul că Iulius Caesar a folosit această marmură pentru a crea o coloană de onoare în forumul roman; Augustus a utilizat-o pentru coloanele peristilului casei sale pe Palatin, împreună cu marmura portasanta și marmura pavonazzetto, și a folosit-o pe scară largă și pentru forumul său.
În scurt timp, carierele au devenit proprietatea Imperiului Roman, iar această varietate de marmură a fost folosită pe scară largă pentru fusuri de coloane, placarea pereților și podele în clădirile publice din orașele de pe coasta mediteraneană, fiind exportată în special în Italia. De asemenea, a fost folosită pentru statui de barbari sau fiare sălbatice, în funcție de originea sa. În secolul al III-lea, pe măsură ce carierele au devenit din ce în ce mai sărace, această marmură galbenă antică a fost înlocuită cu brecia galbenă mai ieftină din alte surse.

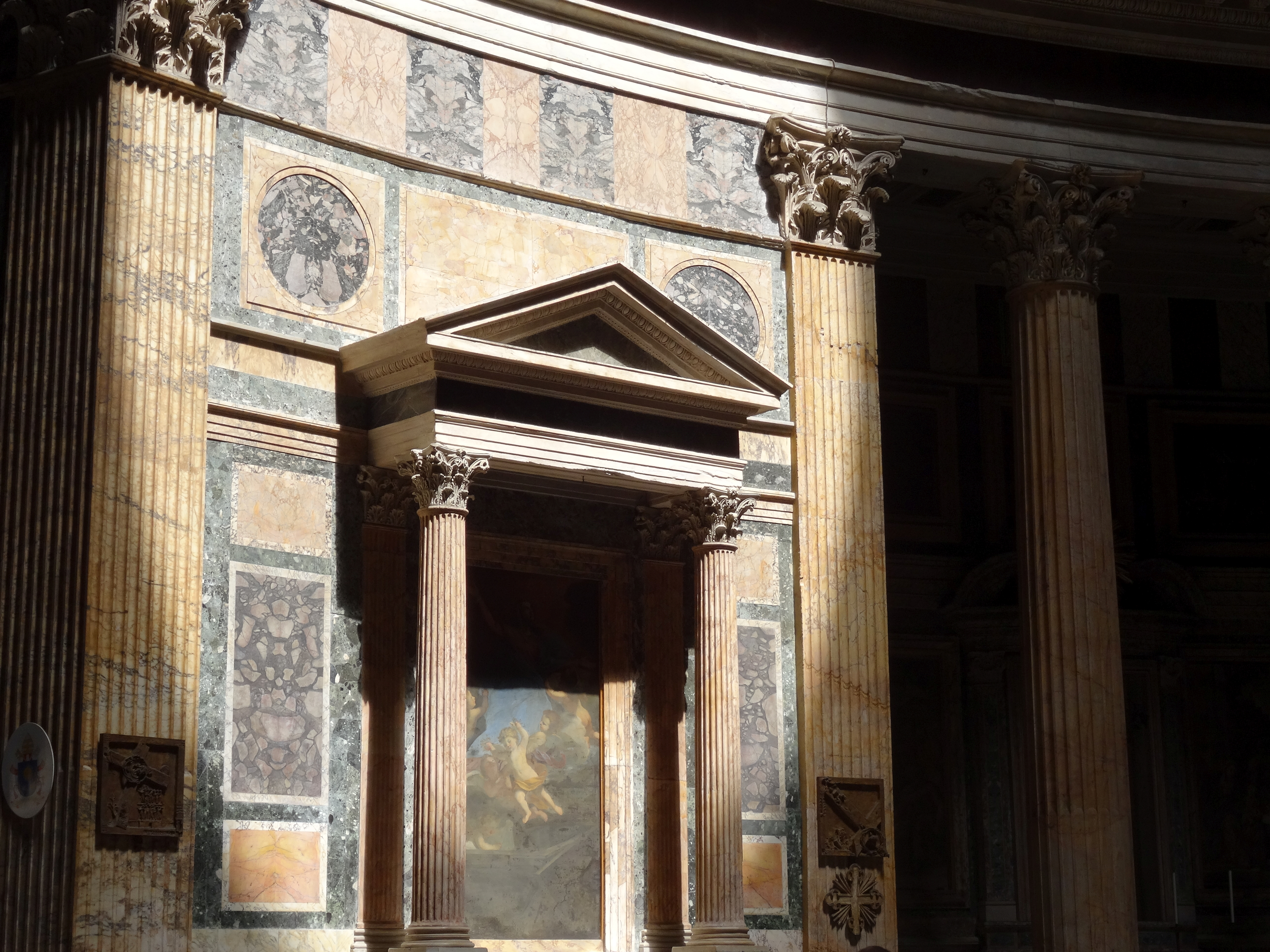
Fusuri de coloane și pilaștri din marmură galbenă antică de la Panteonul din Roma.
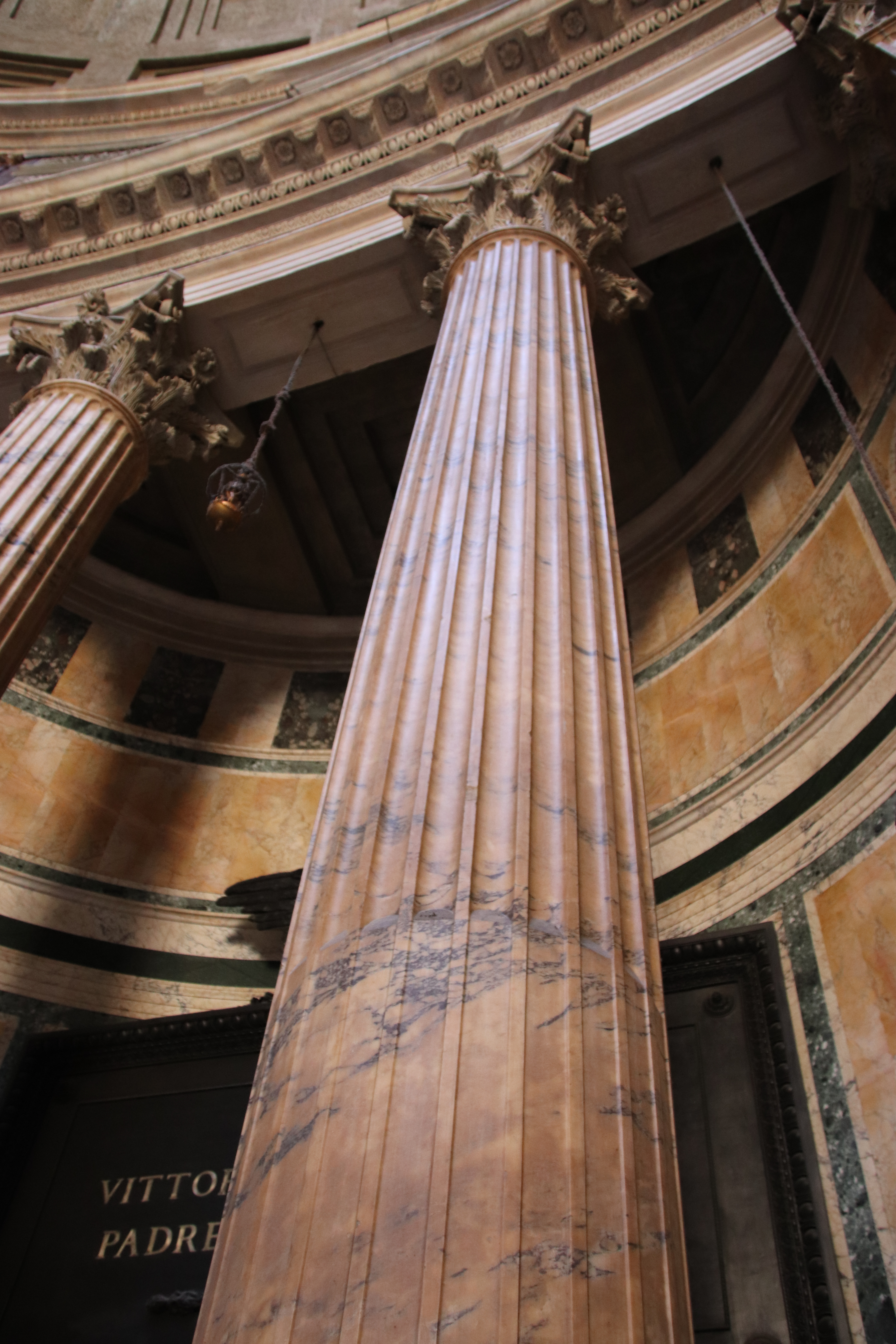
Fusuri de coloane din marmură galbenă antică de la Panteonul din Roma.
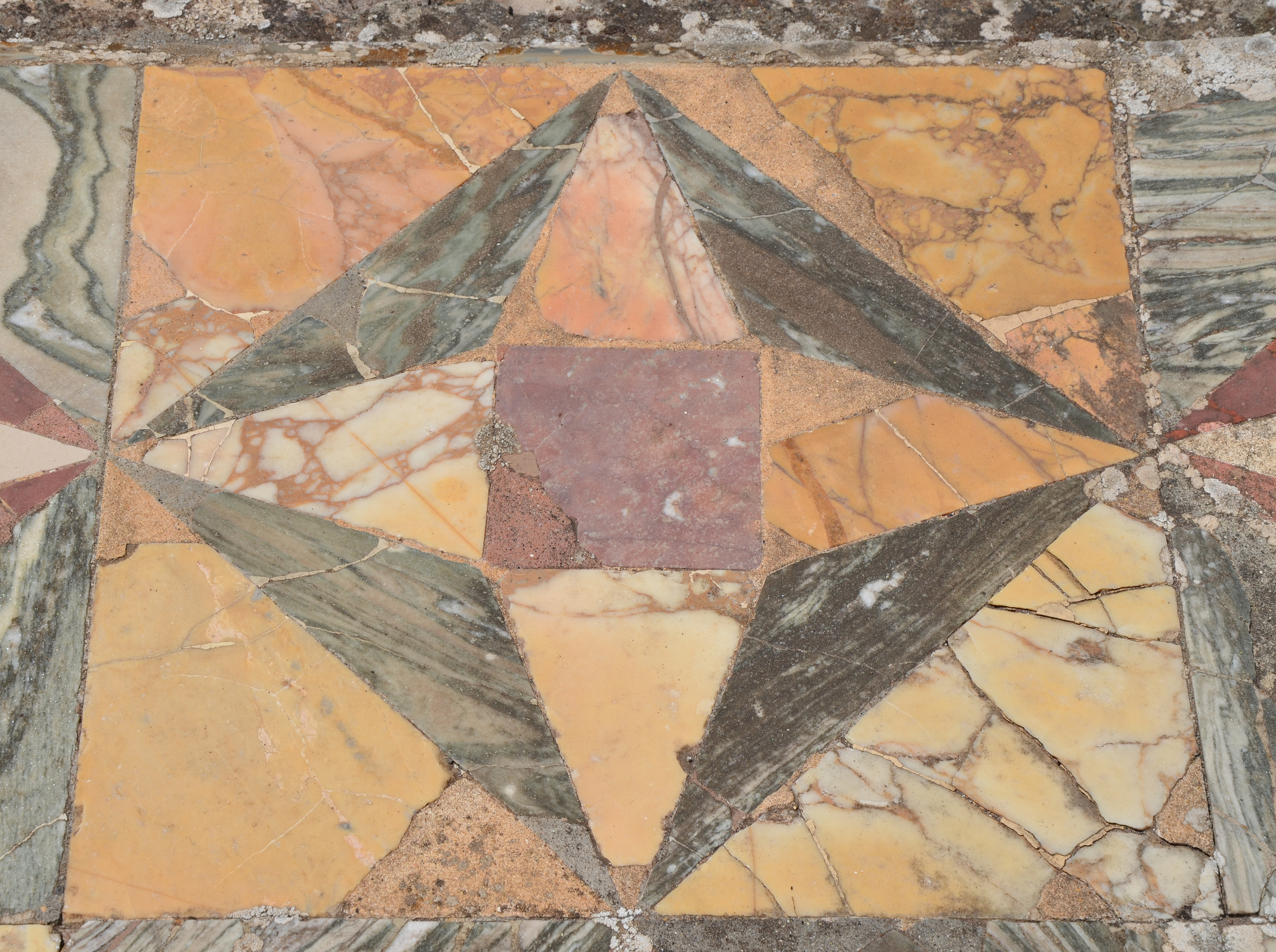
Opus sectile cu marmură galbenă antică, Villa lui Hadrien, Tivoli
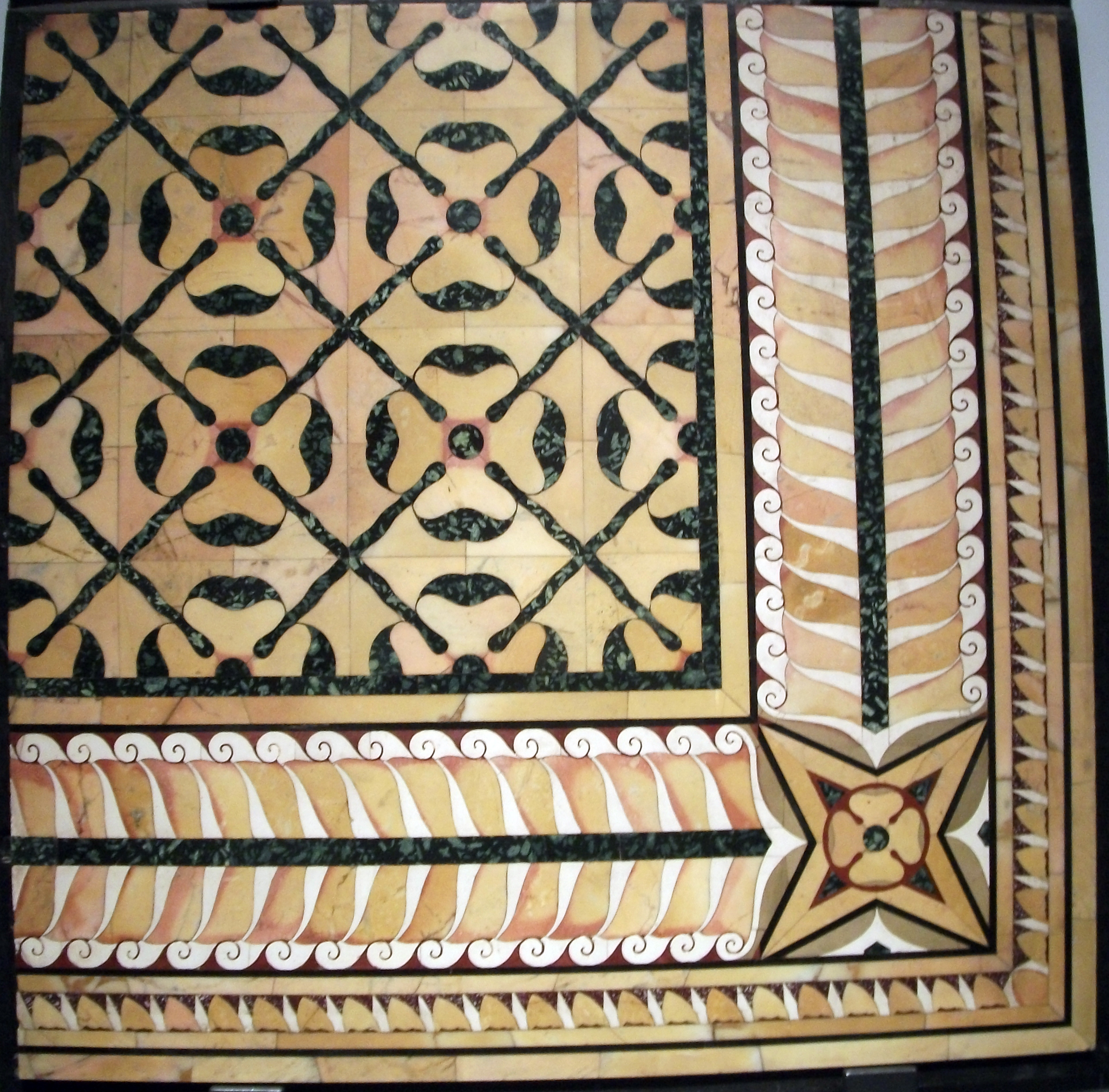
Marmură galbenă antică în reconstituirea un paviment din opus sectile de la Palatin, Roma
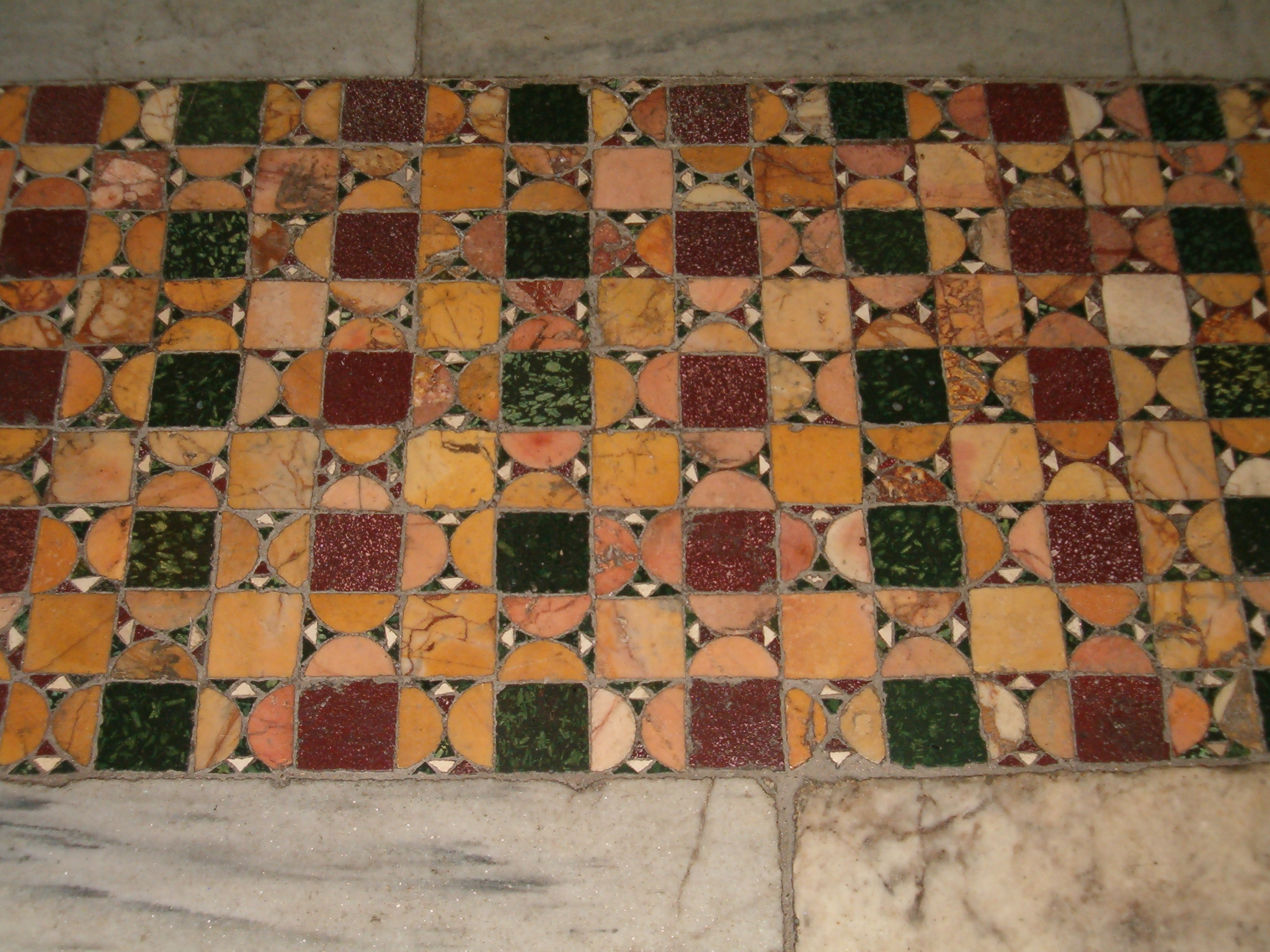
Marmură galbenă antică refolosită în Evul Mediu într-un paviment cosmatesc de la biserica Santa Maria in Cosmedin, Roma